# Kenzō Okada
Kenzō Okada (岡田 謙三, Okada Kenzō) est un peintre japonais né le 29 septembre 1902 à Yokohama et mort le 25 juillet 1982 à Tokyo. Son activité se déroule depuis 1950, aux États-Unis. 
Pour les articles homonymes, voir Okada.

## Biographie
Kenzō Okada est un peintre à la gouache à tendance Abstraite. En 1920, il est diplômé de l'Université Meiji Gakuin. De 1922 à 1924, il est élève de École des beaux-arts de Tokyo. De 1924 à 1927, il séjourne à Paris, travaillant avec Foujita, et participe au Salon d'automne. Revenu au Japon, il adhère au groupe Nikakai. De 1940 à 1950, il enseigne dans divers établissements publics. C'est en 1950 qu'il se fixe à New York où il participe à de nombreuses expositions collectives, dont : 1955 Biennale de São Paulo et Pittsburgh à l'Exposition Internationale Carnegie où il obtient une distinction, et y est de nouveau sélectionné en 1958 ; cette même année, Biennale de Venise où il est également distingué comme auparavant en 1957, par l'Académie américaine des arts et des lettres ; en 1959, il obtient une subvention de la Fondation Ford.

## Son parcours
Il présente des ensembles d'œuvres dans des expositions personnelles : plusieurs à Tokyo de 1929 à 1935; à New York : en 1953, 1955, 1956, 1959, 1962 ; Chicago 1956 ; Los Angeles 1959 ; etc. Il pratique une abstraction allusive, d'une grande délicatesse de matière et de tonalité subtiles, évoquant volontiers les motifs décoratifs traditionnels d'Extrême-Orient : éventails, toitures incurvées, jardins de pierres, clair de lune, dans une interprétation poétique d'un Japon idéalisé.